# My Boo (Lil Tracy e Atl Smook)
My Boo è un singolo del rapper statunitense Lil Tracy, pubblicato il 15 giugno 2018

## Tracce
1. My Boo – 2:51